# Jakob Auer (Bildhauer)
Jakob Auer (* um 1645 in Haimingerberg/Höpperg bei Silz in Tirol; † 1706 in Grins) war ein österreichischer Bildhauer.

## Werke (Auswahl)
Oberösterreich

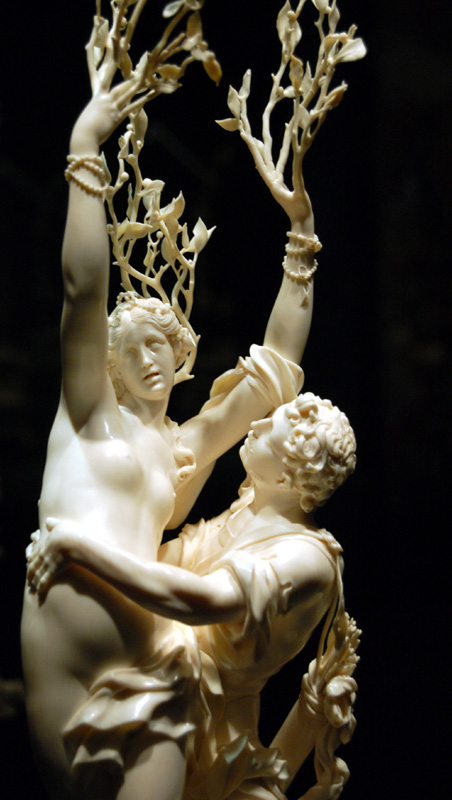
Elfenbeinstatuette »Apollo und Daphne« in der Kunstkammer Wien

- Figuren aus 1702 und in der Stiftskirche von Stift Sankt Florian, ebendort das Chorgestühl gemeinsam mit dem Linzer Bildhauer Adam Franz
- Prunkvolles Marmor-Hauptportal an der Westfront des Stiftsgebäudes von Lambach (1692)

Tirol
- Pfarrkirche Längenfeld: Kanzel mit Schnitzwerk und Figuren, Ende 17. Jahrhundert.[2]
- Alte Pfarrkirche Mariä Himmelfahrt in Fließ: Figur hl. Magnus, Ende 17. Jahrhundert.[2]
- Totenkapelle im Friedhof von Ischgl: Schnitzgruppe Pietà um 1700, die in einen Altar einbezogen ist, um 1773.[2]
- Kapelle hl. Sebastian in Pettneu: Pietà, Ende 17. Jahrhundert.[2]
- Kapelle hl. Antonius von Padua in Quadratsch in Pians: Figuren[2]
- Kapelle hll. Laurentius und Sebastian in Stanz bei Landeck: Figuren[2]

Wien
- Elfenbeinstatuette »Apollo und Daphne« (vor 1688), in der Kunstkammer Wien[3] des Kunsthistorischen Museums